# Nabatejci

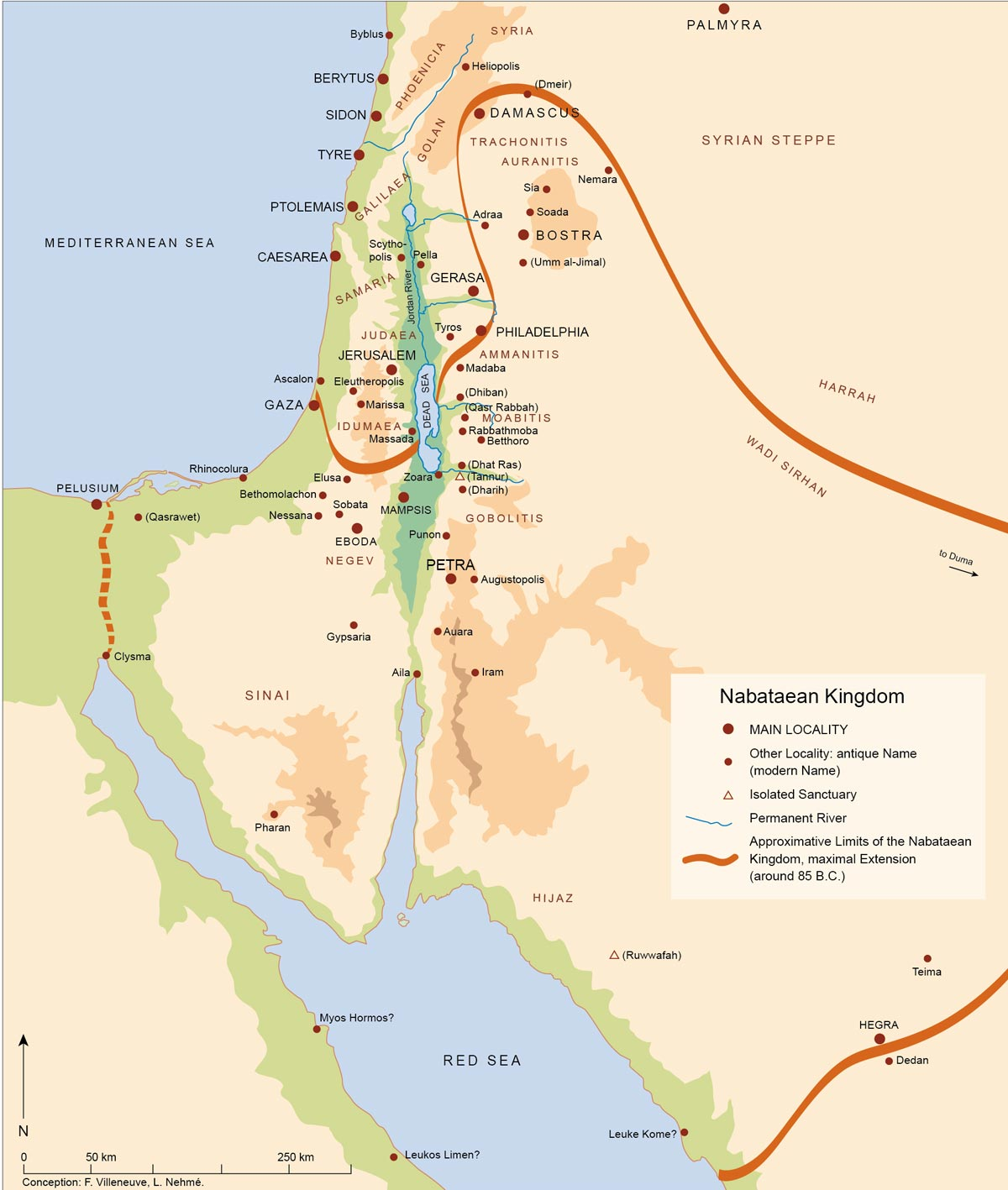
Nabatejské království – mapa

Nabatejci byli semitský arabský kmen pocházející od prvorozeného Izmaelova syna Nebajóta, který se usídlil ve 4. století př. n. l. na dřívějším území Edómu.
| „                       | Toto jsou jména Izmaelových synů, podle nichž jsou pojmenovány jejich rody: Izmaelův prvorozený Nebajót, Kédar, Adbeel a Mibsám. | “ |
| — Gn 25, 13 (Kral, ČEP) | |   |

## Historie
Starověký kmen Nabatejců vytvořil poměrně rozsáhlou říši, jejíž největší rozkvět nastal v letech 85–62 př. n. l., a jež sahala na jihu asi po Teimân, na severu až po Damašek a na západě k Rudému moři. Nabatejci byli pastevecký lid s hojnými stády velbloudů a ovcí, jenž byl však také svobodomyslný a bojovný. Zpočátku žili z loupežných výprav do sousedních zemí, přepadávali a loupili obchodní karavany a později sami rozvinuli výnosný obchod mezi Arábií a Indií. 
Ve spisech řeckého diplomata a historika Hieronyma z Cardie se roku 312 př. n. l. píše: „Východní provincie mezi Sýrií a Egyptem jsou obydleny Araby, kteří se nazývají Nabatejci. Žijí jako lupiči a dělají nájezdy na sousední země. Je těžké je vojensky zdolat, neboť žijí v bezvodé pustině, kopou cisterny, ale nikdo jiný neví, kde se tyto cisterny nacházejí.“
Další písemná zmínka o Nabatejcích v Knize XIX „Biblioteca historica“ od Diodóra Sicilského (90–27 př. n. l.) uvádí žádost generálů (diadochů) Alexandra Velikého zaútočit v roce 315 př. n. l. na Petru. Nabatejci také bojovali s Makabejci, s králi syrskými a z Římanů k nim pronikl Pompeius roku 63 př. n. l.
Řím na přelomu letopočtu ovládal již skoro celý Blízký východ a Zajordánsko rozdělil do tří oblastí: severní Dekapolis zůstal nezávislým, centrální oblasti vládl Římany dosazený židovský král a jih zahrnoval nezávislé Nabatejské království s hlavním městem Petra. Na severu v Sýrii na křižovatce karavanních cest se vzmáhalo nové obchodní centrum v poušti – Palmýra (arab.Tadmór), které kdysi dal vybudovat král Šalomoun. (1Kr 9, 18 (Kral, ČEP), 2Pa 8, 4 (Kral, ČEP)) Římané pak celé Zajordánsko, kromě Dekapole, zahrnuli do římské provincie Arabia s novým hlavním městem Bosra v Sýrii.

## Obchodníci
Nabatejci se stali úspěšnými obchodníky, kteří bohatli na monopolním obchodu s kadidlem a myrhou. Nabyté znalosti mořských a karavanních cest Nabatejci využili k rozsáhlému obchodování také s kořením, parfémy, zvířaty, kovy (měď, železo), cukrem, slonovinou, perlami a bavlnou. Na Rudém moři byli však obávanými piráty. Těžili také minerály a z Mrtvého moře získávali asfalt, který vyváželi do Egypta, kde byl potřebný k balzamování zemřelých.

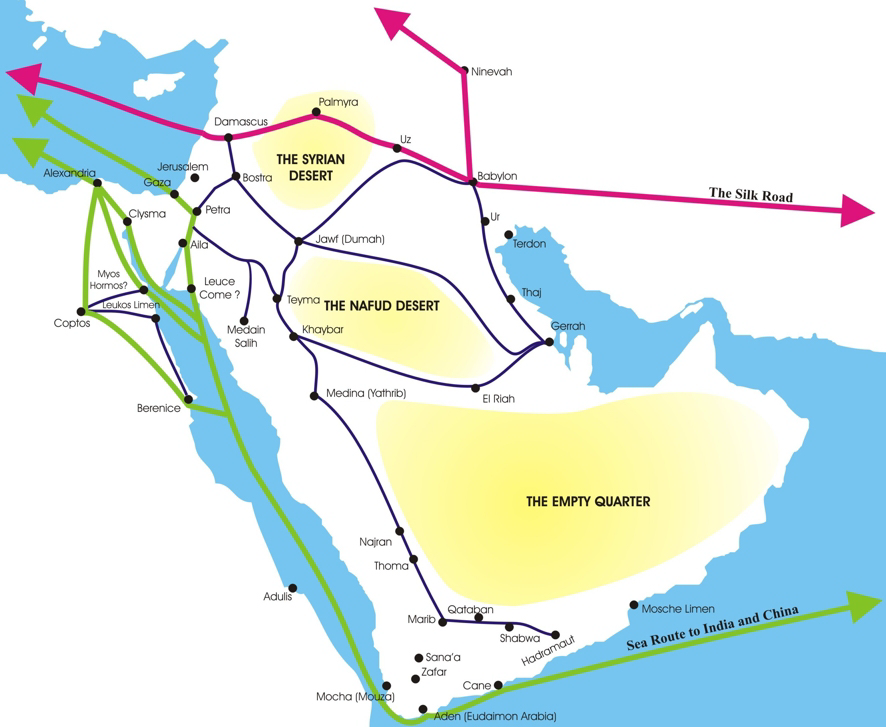
Nabatejské obchodní cesty

Hlavní karavanní cesta dlouhá 2384 km spojovala jižní Arábii se středomořským přístavem Gaza. Bylo na ní 65 karavanních stanic s chrámem, jenž sloužil i jako banka, chovali se zde velbloudi, ovce a kozy; nacházely se tu cisterny s vodou, napajedla, lázně a hřbitovy. Na ochranu karavan byly kolem cesty rozloženy vojenské tábory a vystavěny strážní věže.

## Města
Slávu skalního města Petra pomohly založit objevené prameny vod, které umožnily vybudovat město uprostřed pouště na křižovatce starověkých obchodních cest. Město se skrylo v hradbě pískovcových skal, do nichž byly vytesány hrobky, chrámy a jiné budovy pro potřeby bohatých kupců. Petra, někdejší edomské město Sela, (2Kr 14, 7 (Kral, ČEP), Iz 16, 1 (Kral, ČEP)) nabatejsky Reqem, bylo zpočátku skladiště nakradeného zlata, drahých mastí, kadidla a dalšího zboží – jak uvádí první písemná zmínka o městě z roku 312 př. n. l.. Jako hlavní město Nabatejců se poté Petra stala sídlem králů, symbolem moci a bohatství.
Většina nabatejských měst ležících v Negevské poušti je zapsána na listinu Světového dědictví UNESCO: Šivta (Sobata), Avdat (Obodat), Elusa (Haluza) a Mamšit (Memphis). Dalšími významnými městy byla Hegra (Madáin Sálih), rudomořský přístav Leuke Kome (Wadi Ainounah) na Kadidlové stezce a oáza Tayma v Saúdské Arábii.

## Králové
Královské Nabatejská dynastie si udržovala v uctivé vzdálenosti od sebe izraelské Hasmonejce i vládnoucí Římany ozbrojenými roztržkami, sňatky a placením tributu. Matka židovského krále Heroda I. Velikého (Ukrutného) byla nabatejská princezna z Petry Cypros a jeho syn Héródes Antipas opustil svou ženu Phasaelis, dceru nabatejského krále Aretase IV. Philopatrise, aby žil s manželkou svého bratra Herodiadou. (Mk 6, 17–18 (Kral, ČEP)) Král Aretas IV. za to na něj vojensky vytáhl a zvítězil nad ním. Dcera Herodiady Salome byla příčinou stětí hlavy svatého Jana Křtitele na hradě Machaerus. Za vlády králů Aretase III. (87–62 př. n. l.) a Aretase IV. (9 př. n. l. – 40 n. l.), jenž měl přídomek „Přítel svého lidu“, Nabatejské království dosáhlo svého vrcholu a rozprostíralo se od Jemenu až po Damašek.
| „                            | Místodržitel krále Arety dal hlídat brány města Damašku, aby se mne zmocnil, byl jsem však v koši spuštěn otvorem v hradbách, a tak jsem unikl jeho rukám. | “ |
| — 2Kor 11, 32–33 (Kral, ČEP) | |   |

## Kultura a jazyk

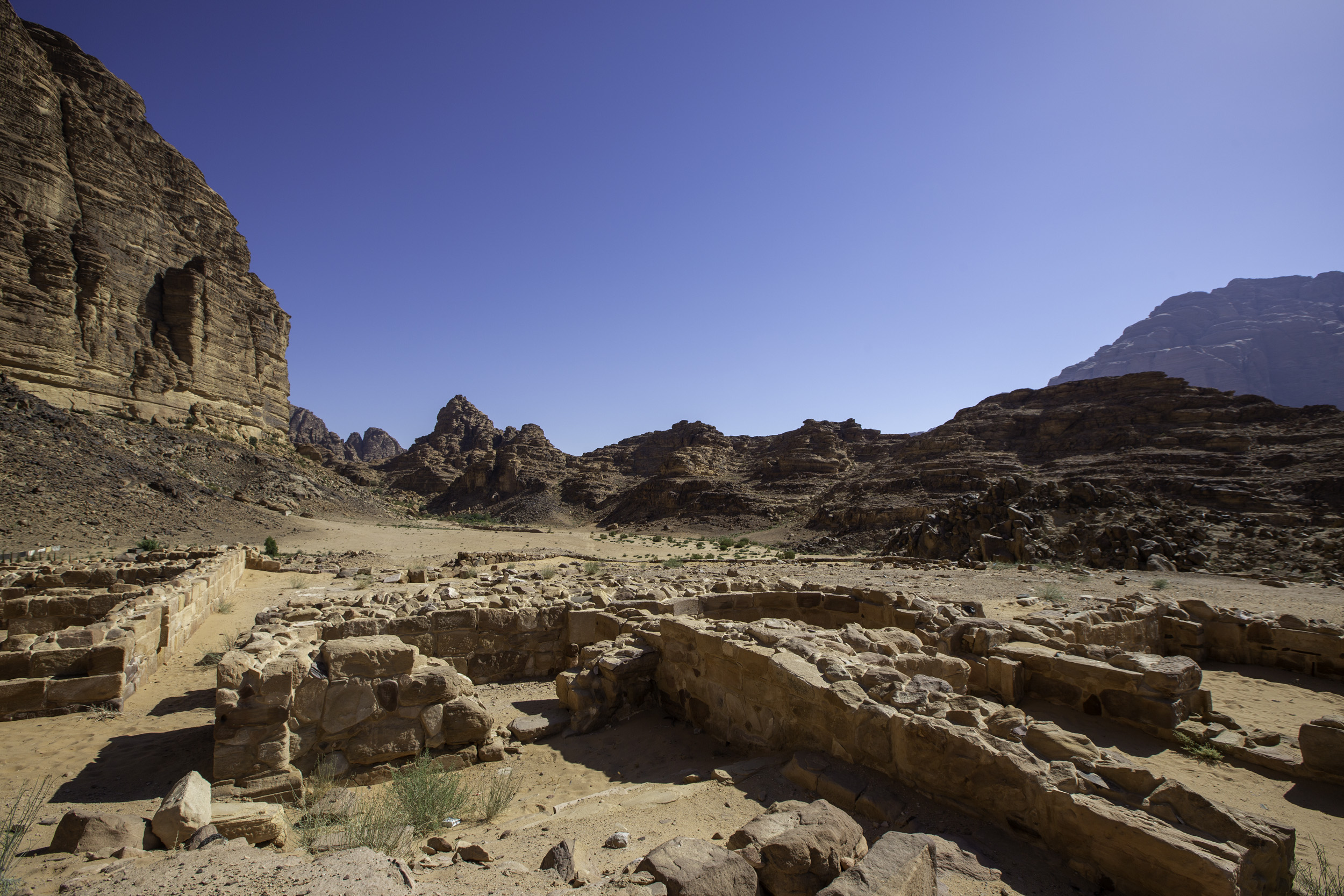
Nabatejský chrám – Wadi Rum

Nabatejci jako jeden z arabských kmenů mluvili starou arabštinou a také řecky, písmo však používali aramejské. Aramejština se později stala lingua franca celého Středního východu. Nabatejci domy nestavěli, žili ve stanech. Kamenné domy byly podle nich příbytky bohů a Nabatejci věřili, že když člověk nebude k ničemu připoután, bude svobodný. V divadlech však pořádali řecká představení, fasády zdobili výjevy z mytologie nebo vyobrazením vládců města. V nabatejských stavbách se odrážejí prvky helénské, egyptské i asyrské architektury jako výsledek zkušeností z obchodních styků s jinými kulturami. Nejslavnější stavba v Petře pojmenovaná jako Pokladnice je pravděpodobně hrobkou krále Areta IV.
V demokratické nabatejské kultuře byly ženy rovnoprávné s muži a ve společnosti i v politice hrály důležitou úlohu. Ženy vedly obchody, vlastnily půdu a měly stejné právo na dědictví jako muž.

## Náboženství
Nabatejci uctívali jako hlavního boha Dusárese a bohyni al-Uzza, kterým byli v Petře zasvěceni dva chrámy. Nabatejci věřili v posmrtný život, proto do skal tesali hrobky. Mnohé nabatejské chrámy se nacházejí také v Jordánsku v údolí Wádí Rum.Jejich pohanský pantheon postupně splynul s božstvy řeckými a římskými. Od 4. století n. l. se mnoho Nabatejců stalo křesťany, řecká křesťanská kultura se rychle rozšířila, stavěly se nové kostely a také některé nabatejské chrámy byly přestavěny na kostely. Skalní město Petra se stalo sídlem biskupa.

## Úpadek
Římané během vojenského tažení roku 25 př. n. l. odhalili tajemství nabatejského bohatství a začali stavět lodě, které byly vhodné k plavbě po Rudém moři a po Indickém oceánu, kterými poté začali převážet parfémy, kadidlo a koření do Evropy přes jimi ovládaný Egypt. Nové námořní cesty byly levnější, ceny vzácného zboží klesly a nabatejské karavanní cesty ztratily svůj původní monopolní význam. Poslední nabatejský král vládl ze syrské Bosry a Nabatejské království bylo roku 106 n. l. pohlceno Římem za císaře Trajána jako provincie Arabia Petraea. Skalní město Petra zasypala velká zemětřesení roku 363 a 551 a po muslimské invazi roku 636 město zpustlo a bylo zaváto všudypřítomným pískem.
Nabatejci se přizpůsobili, z obchodníků se stali zemědělci. Na sezónních tocích začali stavět přehrady, pěstovali vinnou révu a chovali ušlechtilé koně a oboje prodávali Římanům. Avšak po arabském vpádu se zhoršila bezpečnost v kraji, nabatejská sídla byla napadána bojovnými beduíny a tak poslední zbytky Nabatejců přešly k nomádskému způsobu života nebo se rozptýlily mezi okolní národy. Poslední zmínka o nich je z 10. století.

## Galerie

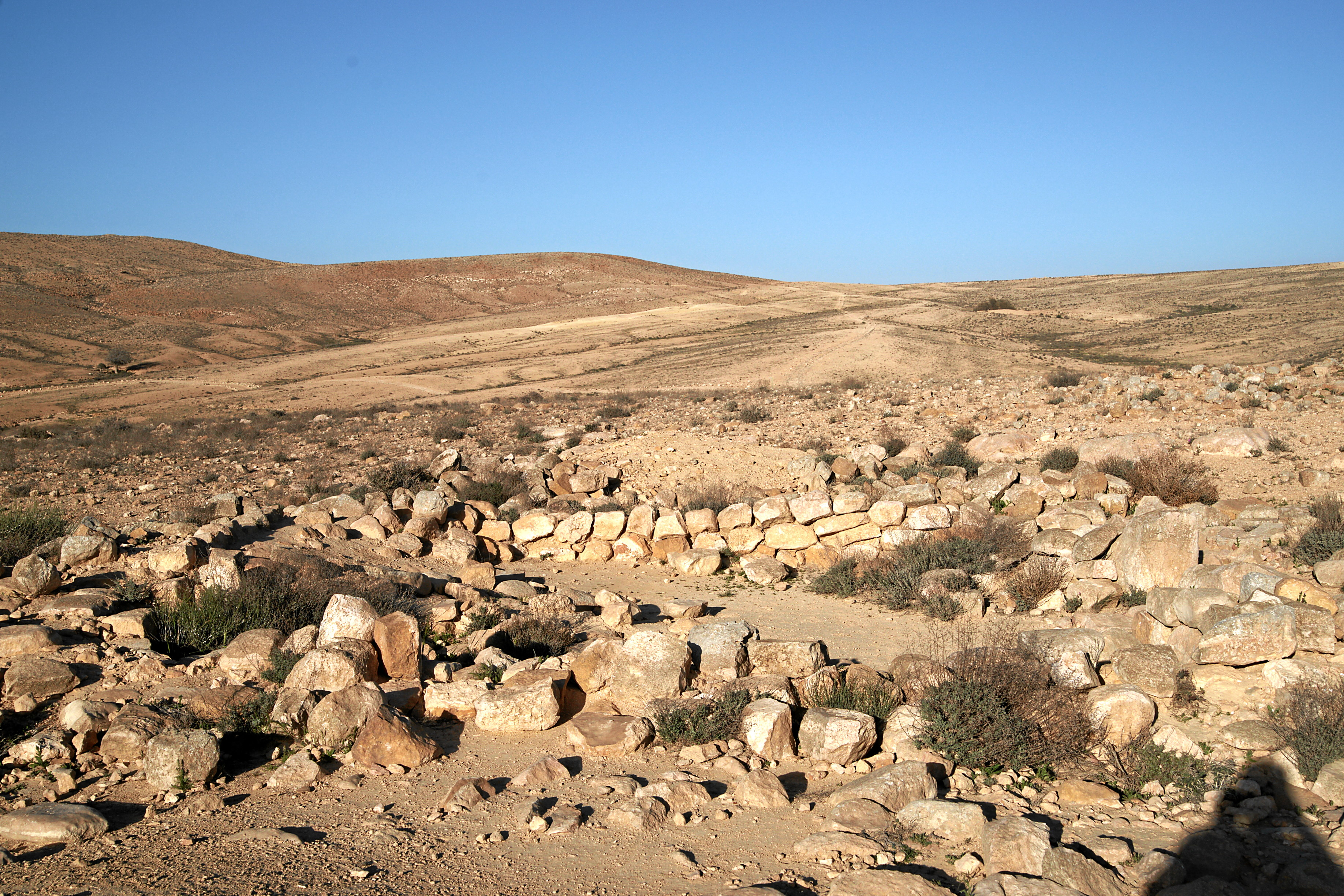
Nabatejský dům se zbytky cistern.
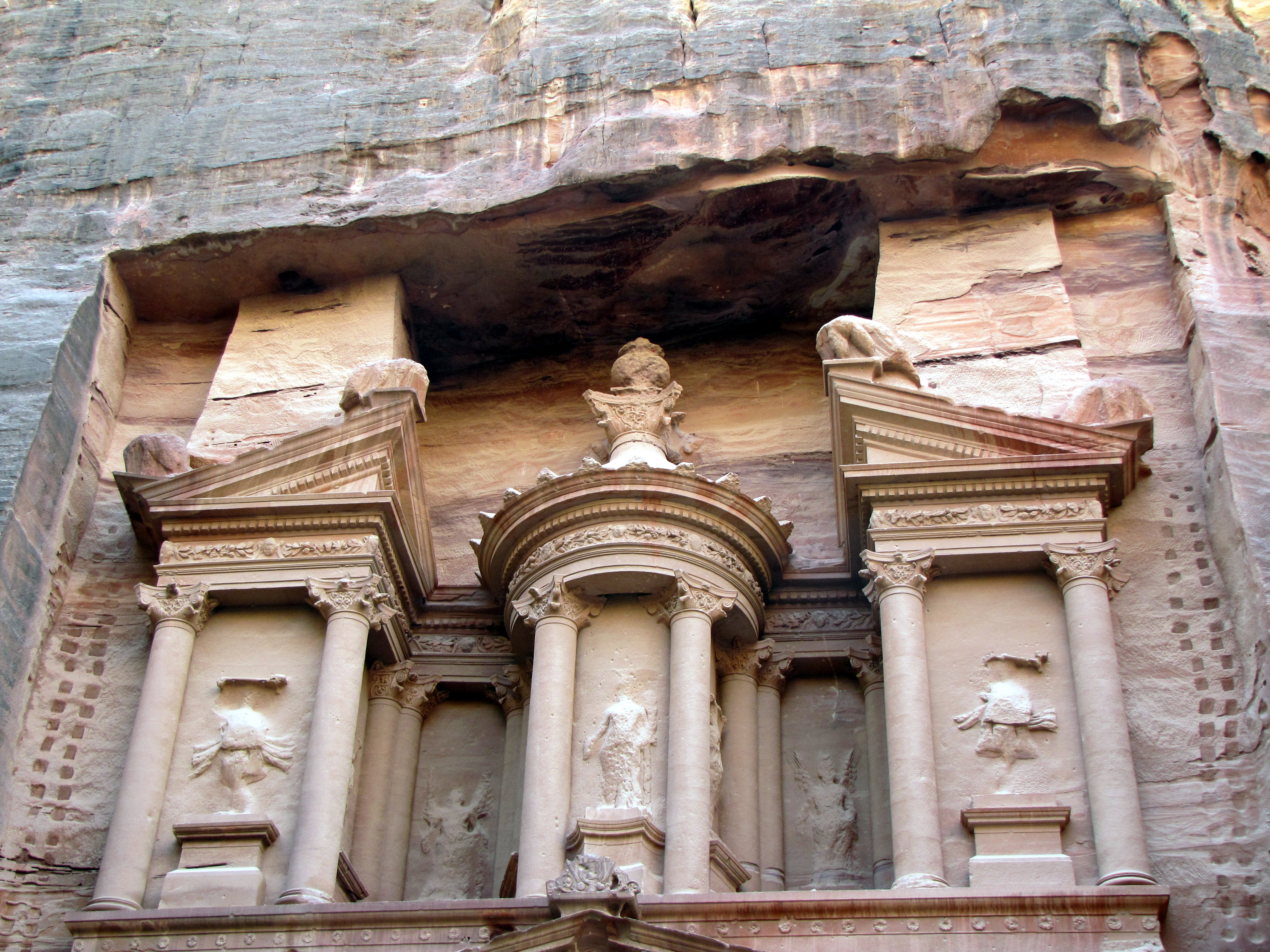
Nabatejská Pokladnice (Ad Deir) v Petře
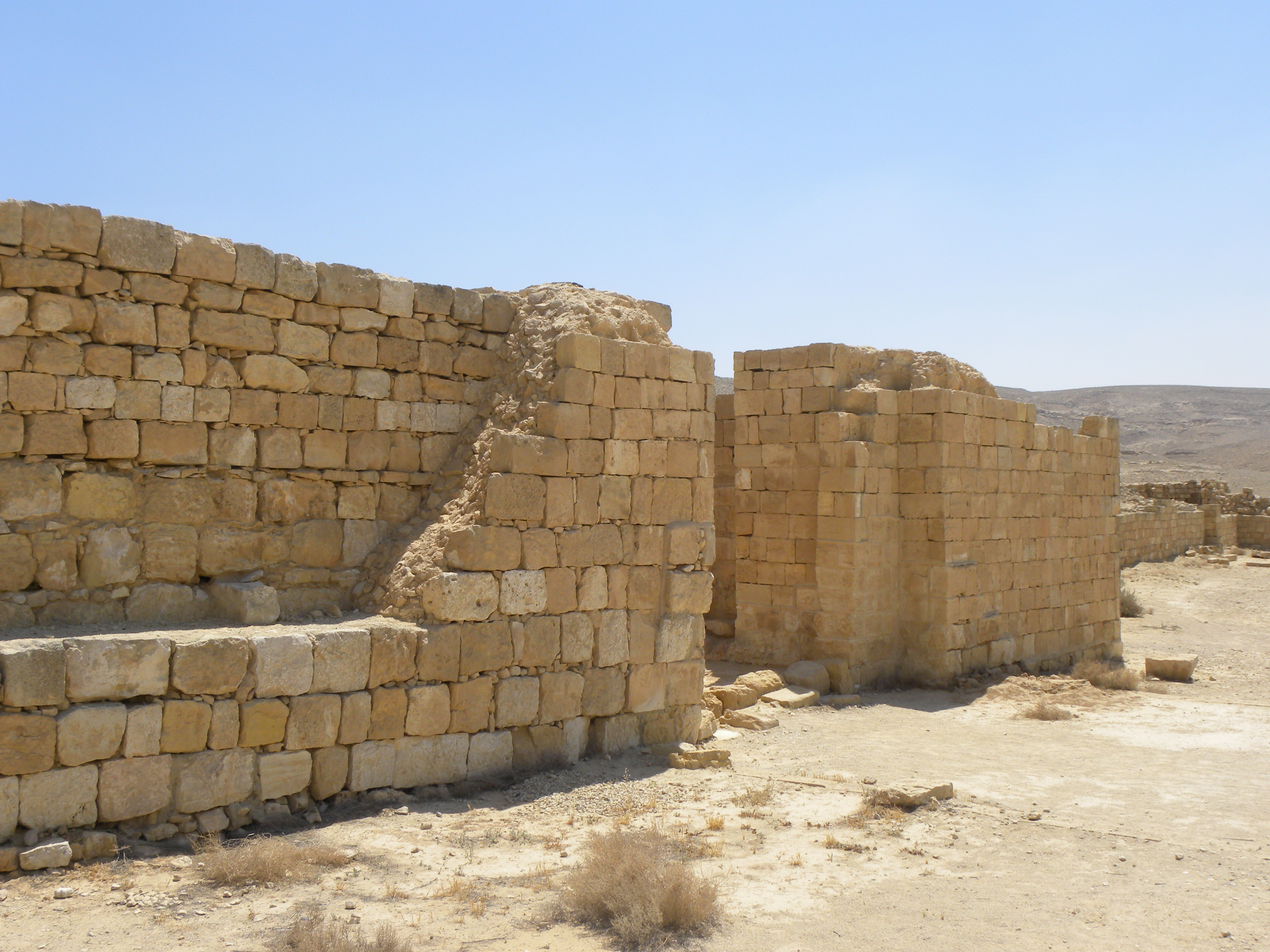
Nabatejská brána – Mamšit
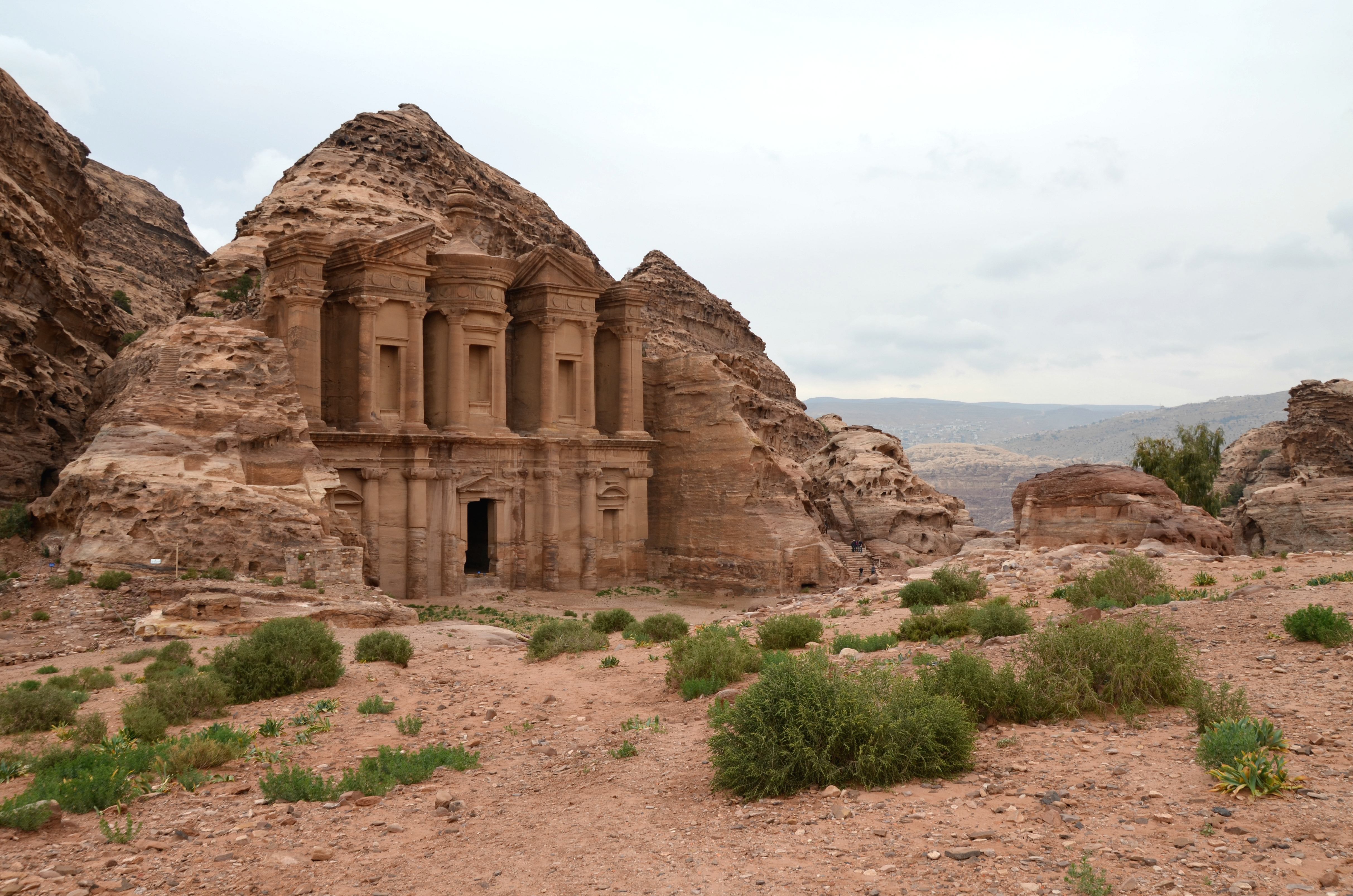
Klášter Ad Deir – Petra
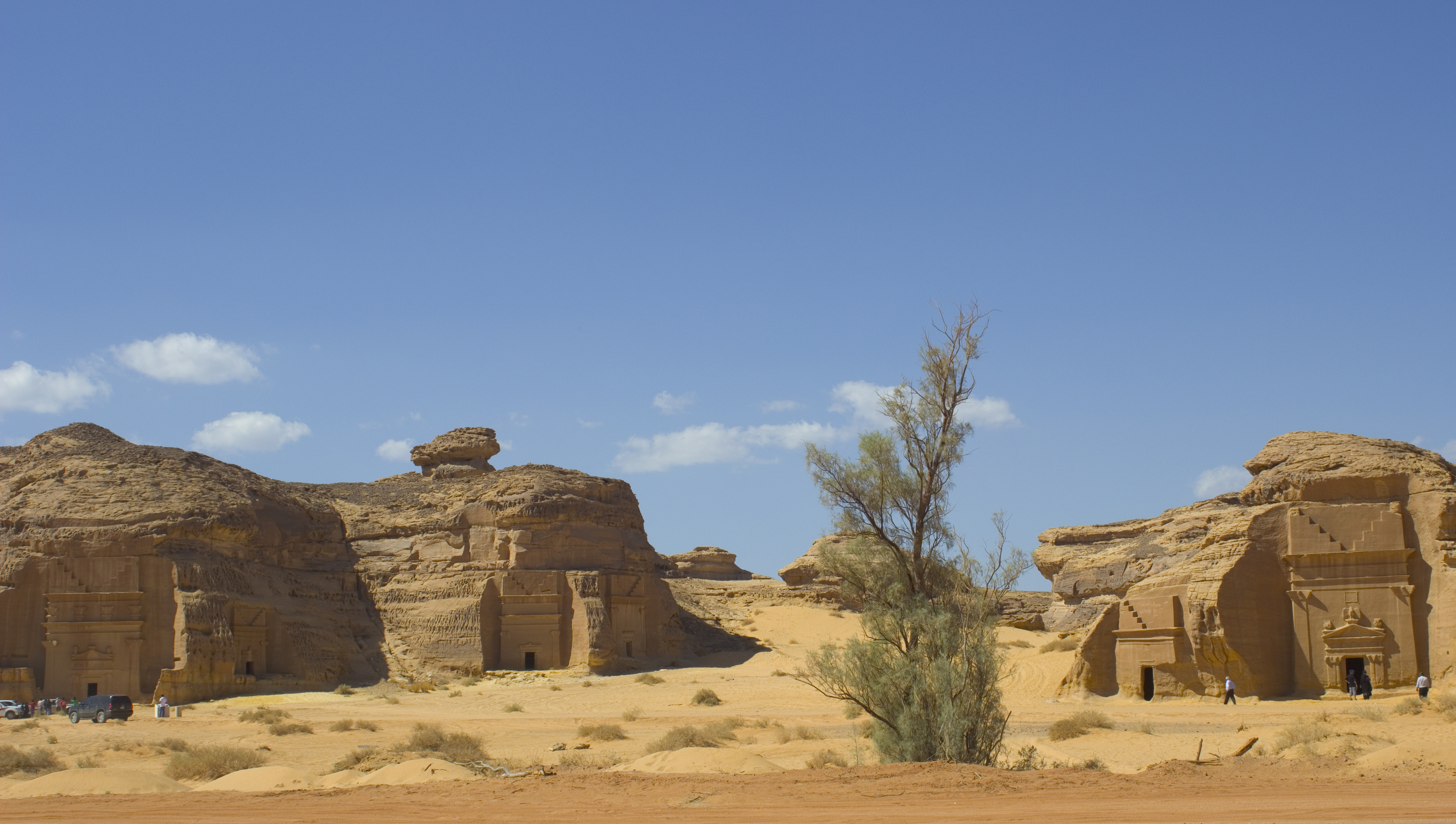
Mada'in Saleh Al-Hijr Hegra
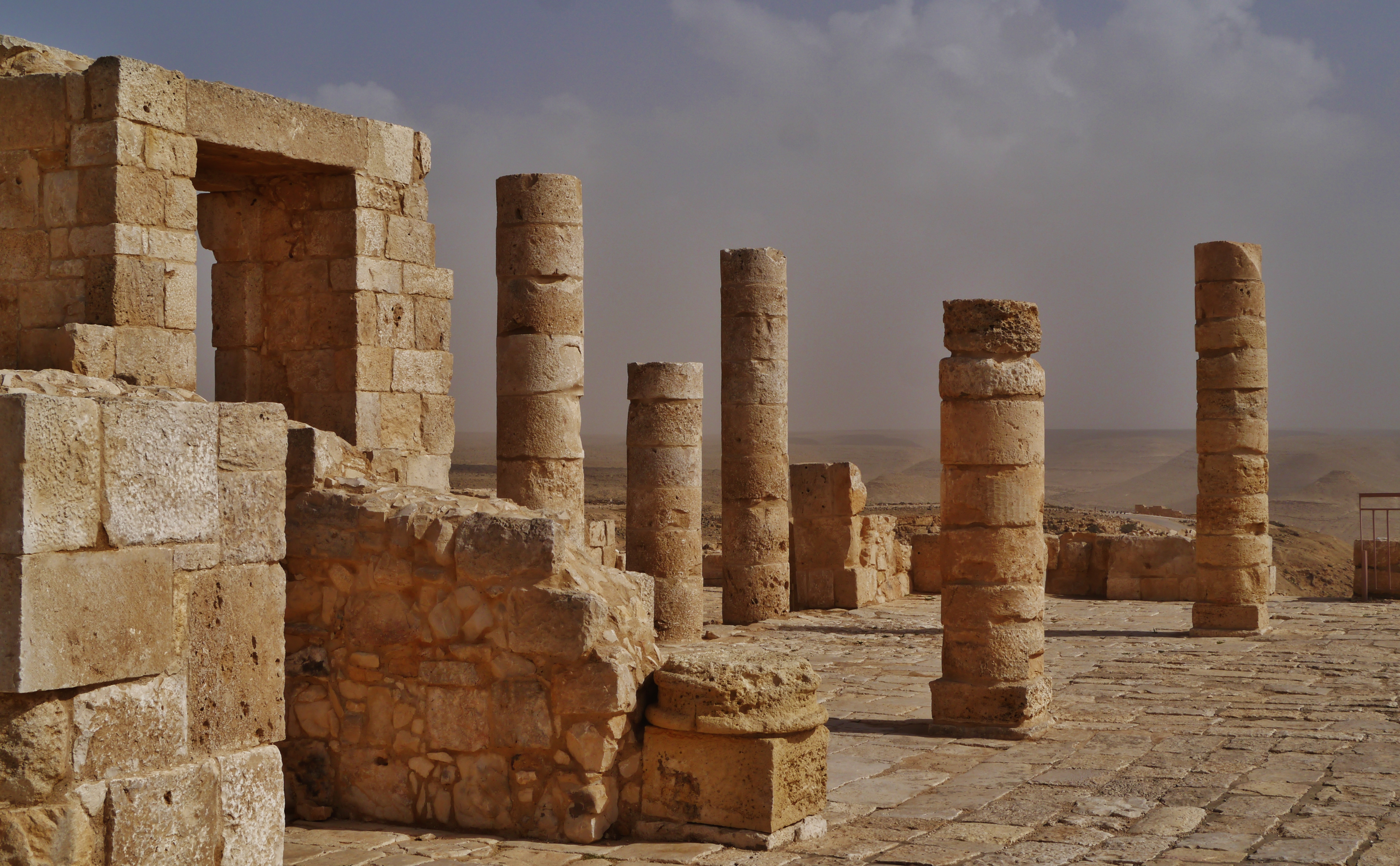
Nabatejský chrám – Avdat
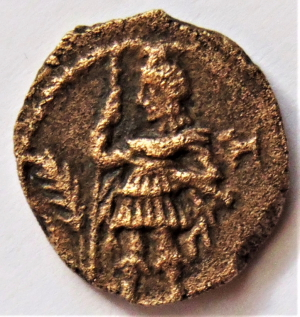
Mince krále Arety IV.
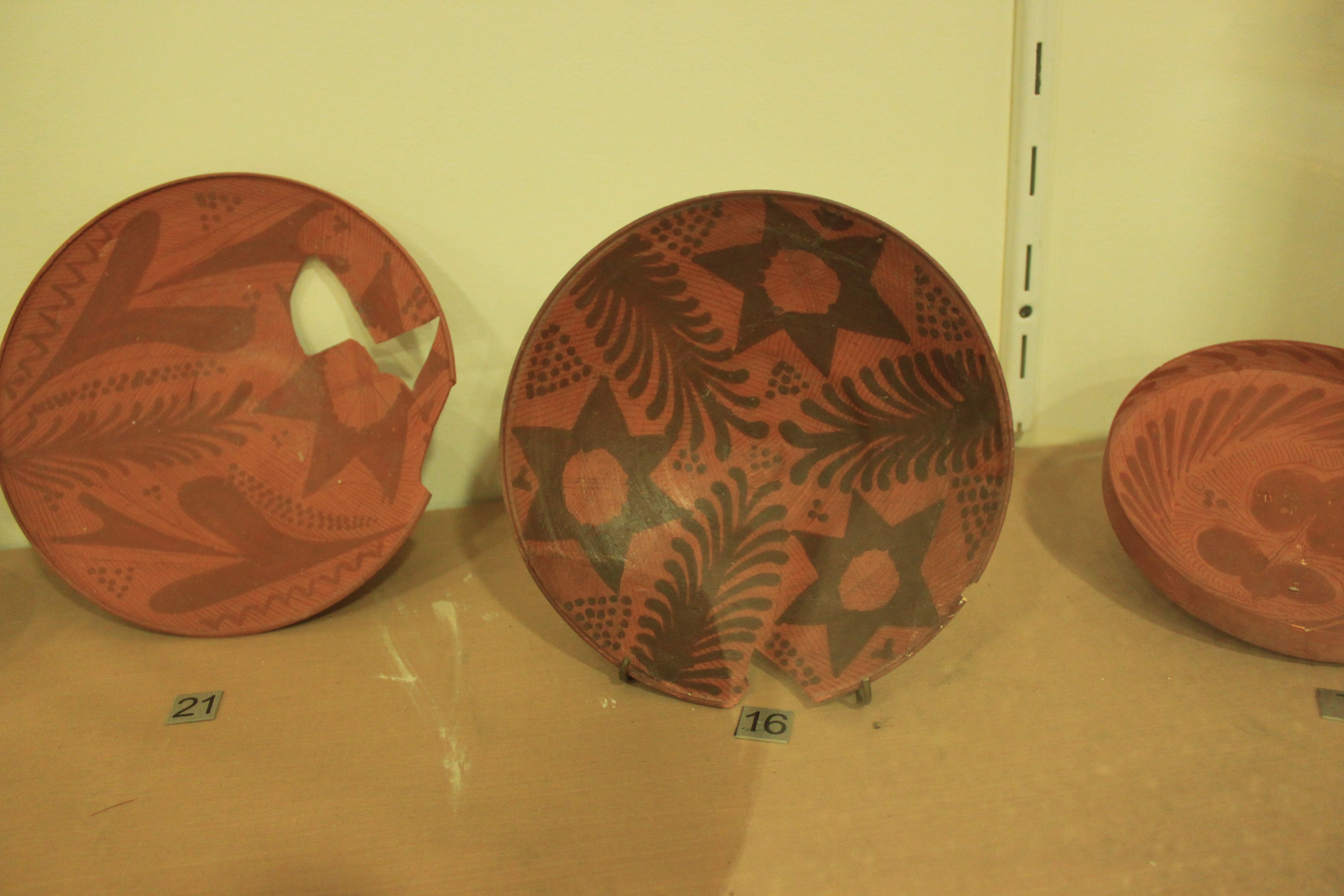
Nabatejská keramika
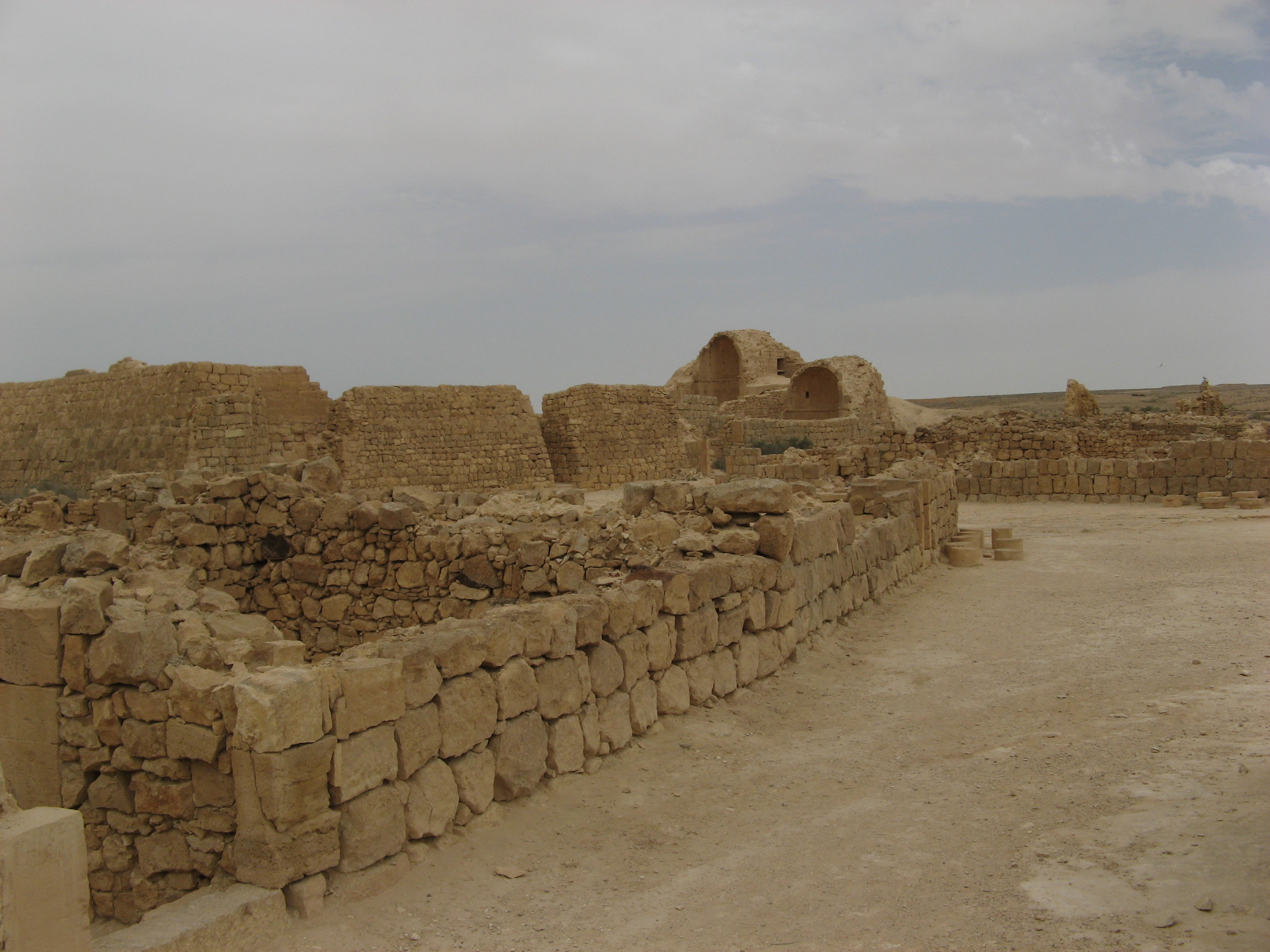
Shivta – ruiny v Negevu
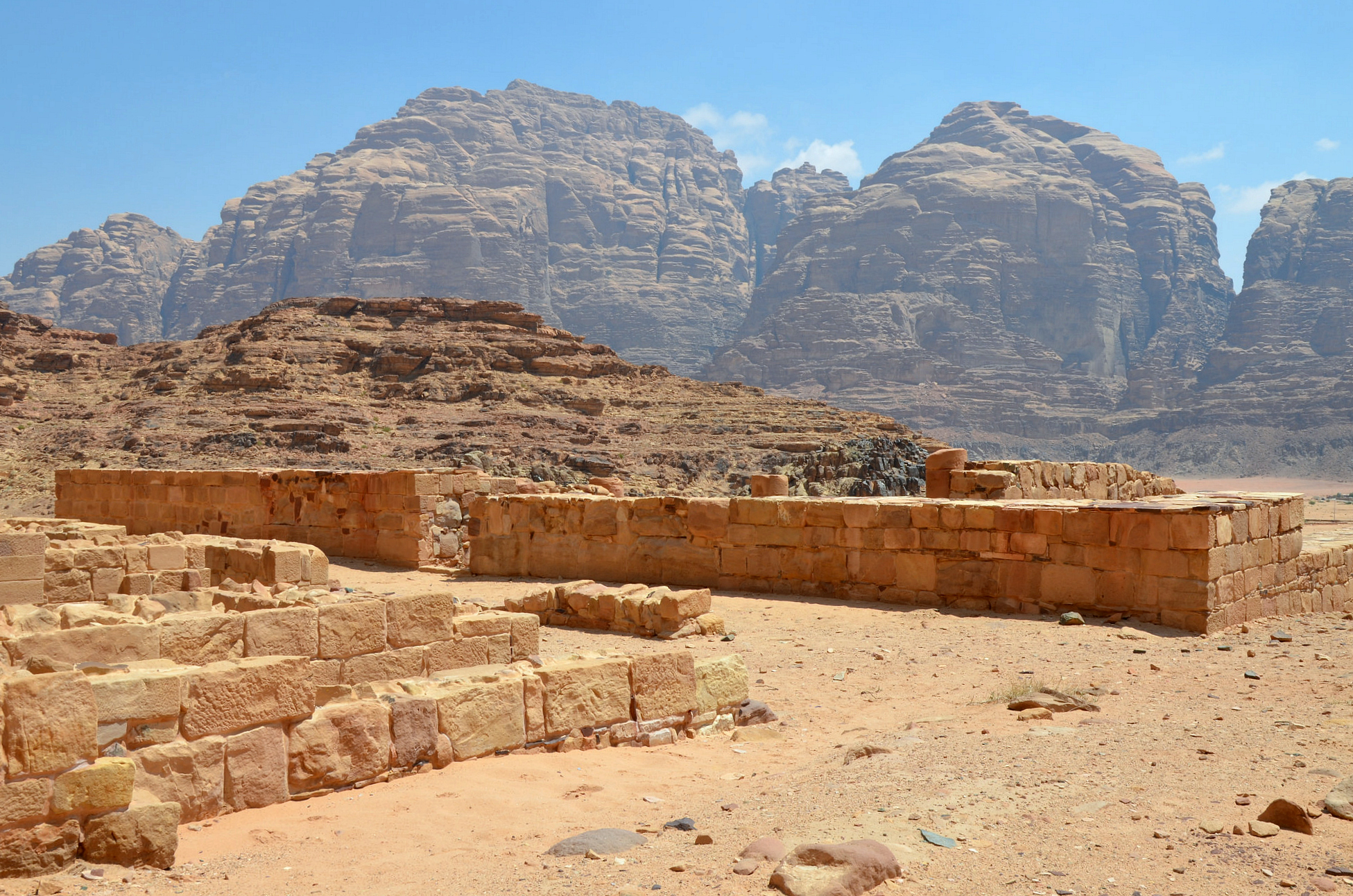
Nabatejský chrám – ruiny v údolí Wadi Rum